# Caldwell House (East Renfrewshire)

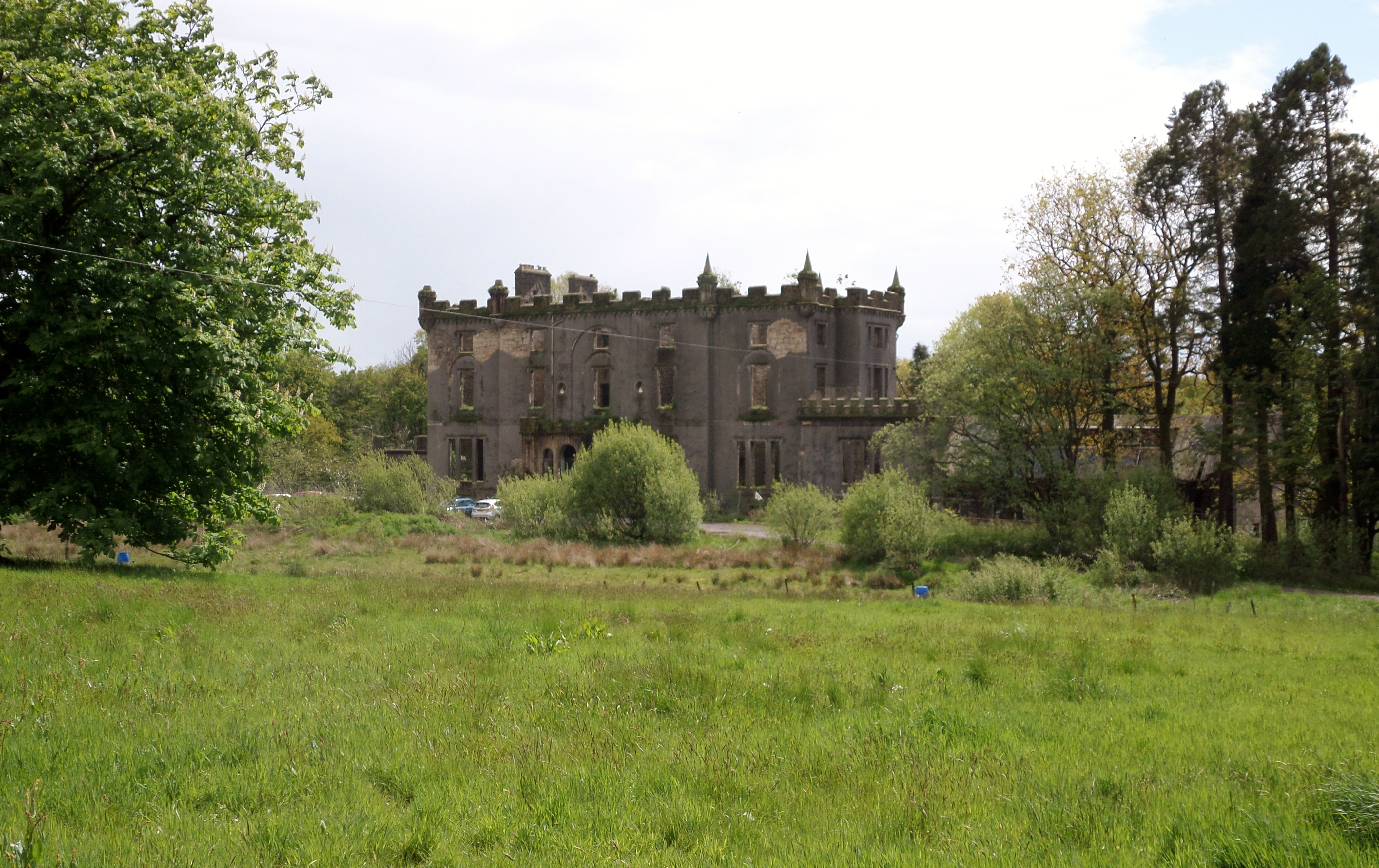
Caldwell House

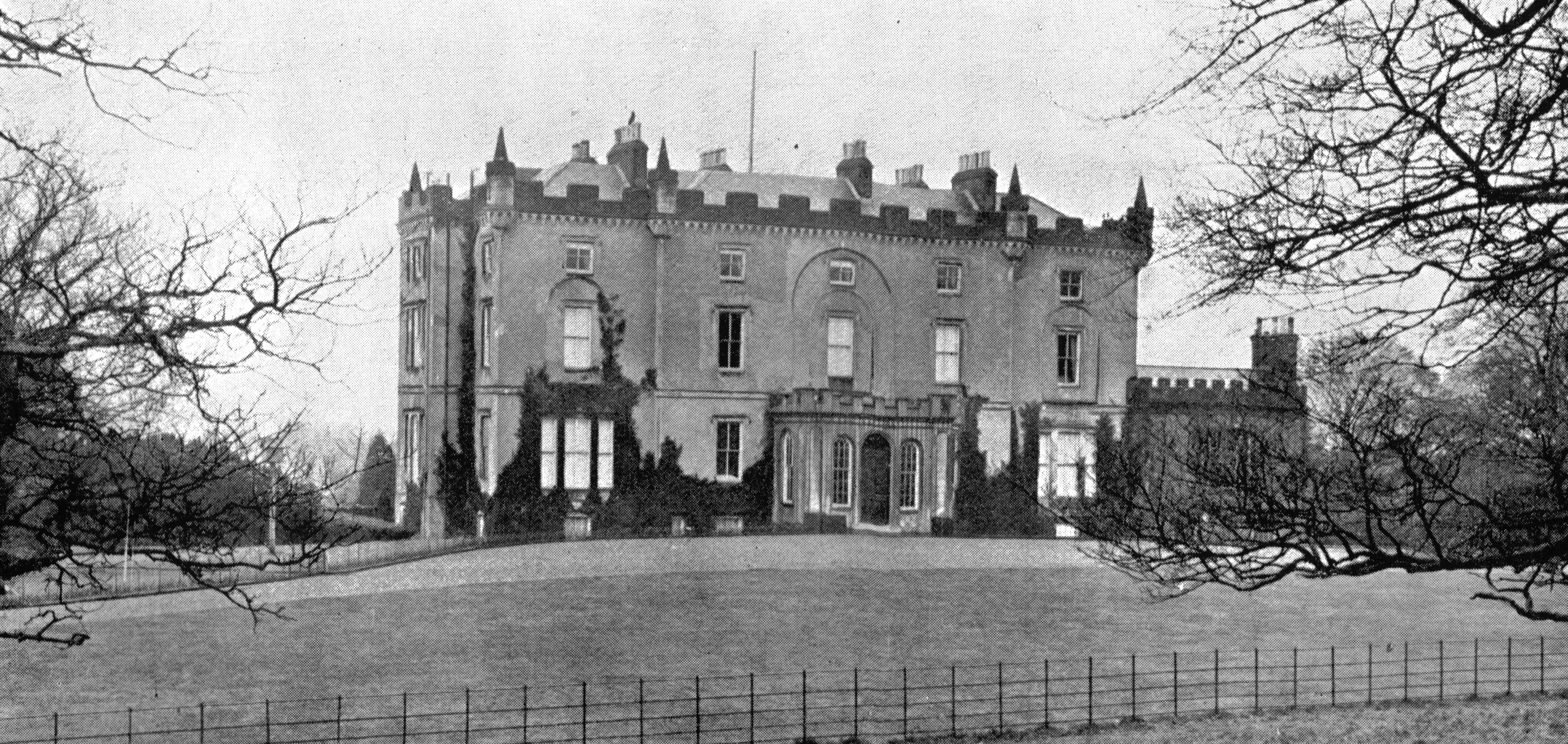
Caldwell House im Jahre 1910

Caldwell House ist ein Herrenhaus am Südrand der schottischen Council Area East Renfrewshire nahe der Ortschaft Uplawmoor. Es liegt isoliert auf einem weitläufigen Grundstück inmitten eines kleinen Wäldchens. Heute ist es nur noch in einem ruinösen Zustand erhalten. 1971 wurde Caldwell House in die schottischen Denkmallisten in der Kategorie A aufgenommen.

## Geschichte
Das Gebäude wurde in den Jahren 1771 bis 1773 für den Unterhausabgeordneten William Mure, Baron Mure of Caldwell errichtet. Als Architekten waren Robert und James Adam für die Planung verantwortlich. Das Anwesen mit seinen zahlreichen Außengebäuden verblieb über Generationen in Familienbesitz und diente als Hauptsitz der Familie. 1927 wurde es aufgegeben und von der regionalen Gesundheitsbehörde erworben. Diese ließ Caldwell House zu einem Krankenhaus umgestalten, wobei zahlreiche Umbauten vorgenommen und Anbauten hinzugefügt wurden. Später wurde dort eine Pflegeanstalt untergebracht, wodurch das Interieur immer weiter verändert wurde. Bis 1985 wurde das Anwesen als Kinderheim genutzt und ging dann in Privatbesitz über. Die neuen Eigentümer bewohnten das Haus einige Jahre, bevor es ab etwa 1990 leerstand. 1992 wird auf die sich verschlechternde Bausubstanz hingewiesen und Pläne zur Restaurierung und abermaligen Nutzung als Pflegeeinrichtung vorgelegt, welche allerdings nicht weiter verfolgt wurden. Die Eigentümer planten das Gebäude wieder selbst zu nutzen und ließen einige Reparaturarbeiten durchführen. Auf Grund von Vandalismus und Einbruchdiebstahl gaben sie das Gebäude jedoch abermals auf. Infolge eines Brandes im Jahre 1995 stürzte das Dach ein und das Gebäude wurde teilweise unbewohnbar. Auf Grund der sich rapide verschlechternden Bausubstanz wurden die Eigentümer zu Beginn der 2000er Jahre zu Reparaturmaßnahmen aufgefordert, welchen sie jedoch nicht nachkamen. Später in diesem Jahrzehnt wurde das Dach vollständig abgerissen. Im Jahre 2010 wurde von beginnendem Pflanzenbewuchs im Gebäudeinneren berichtet. Seit 1992 ist Caldwell House im schottischen Register für gefährdete denkmalgeschützte Bauwerke gelistet. Sein Zustand wurde 2014 als ruinös bei gleichzeitig hoher Gefährdung eingestuft.